# Het meisje met de zwavelstokjes
Het meisje met de zwavelstokjes (oorspronkelijke titel: Den Lille Pige med Svovlstikkerne) is een sprookje van de Deense schrijver Hans Christian Andersen. Het verscheen voor het eerst in december 1845, in de Dansk Folkekalender for 1846. In de jaren daarna verscheen het meerdere malen opnieuw in verhalenbundels.

## Het verhaal
Op oudejaarsavond zwerft een meisje op haar blote voeten door de besneeuwde straten van een stad. Haar schoenen is ze kwijtgeraakt, omdat die te groot voor haar waren. Alle mensen doen inkopen of zitten gezellig met zijn allen thuis in de warmte van het haardvuur. Het meisje moet echter buiten zwavelstokjes zien te verkopen, maar niemand wil er een. Ze durft niet terug naar huis zolang ze nog niet alle stokjes verkocht heeft, bang dat haar vader haar zal slaan omdat ze geen geld heeft verdiend.
Het meisje krijgt het ten slotte zo koud dat ze besluit om zelf maar een stokje op te steken. Hierdoor krijgt ze een troostend visioen, waarin ze in een warm huis een kerstboom ziet en een luxueus kerstdiner. Als dit visioen weer voorbij is strijkt ze nog een stokje af, en nu ziet ze een vallende ster. Het meisje  blijft stokjes afstrijken. Als ze het laatste stokje afstrijkt, ziet ze in de lucht boven zich ten slotte haar onlangs overleden grootmoeder, de enige persoon op aarde die iets om haar gaf, en die haar ooit vertelde dat er bij elke vallende ster een ziel naar het paradijs gaat. Als ook dit lichtje dooft, gelooft het meisje dat ze door haar grootmoeder wordt meegenomen.
De volgende dag wordt ze op straat blauw en doodgevroren gevonden, maar met een glimlach om haar mond.

## Bewerkingen
Van het sprookje zijn sinds de jaren 30 van de 20e eeuw allerlei bewerkingen gemaakt, zowel animatie- als speelfilms. Een van de eerste verfilmingen (uit 1937) was in de serie Color Rhapsodies. Ook is het verhaal verwerkt als thema in diverse muzikale nummers, bijvoorbeeld op het album The Song is a Fairytale van Frederik Magle. Ook is het verhaal verwerkt in andere literatuur. Er zijn ook computerspellen op het verhaal gebaseerd.
- Onder de titel 'Mijs met de zwavelstokjes' maakte Holland Opera in 2021 een operabewerking van het sprookje. Niek Idelenburg arrangeerde muziek van Vivaldi en Purcell en componeerde zelf o.a. 'Angry Match Girl' Voor deze compositie werd hij genomineerd voor de Buma Awards 2022.

## Trivia
- Elementen van dit verhaal komen ook voor in de roman De verloren zoon van Karl May.
- Op 15 december 2004 opende de Efteling hiermee het 25e sprookje in het Sprookjesbos, ter gelegenheid van het 200e geboortejaar van Andersen in 2005.[3] Bij deze attractie wordt gebruikgemaakt van het Pepper's ghost-effect.

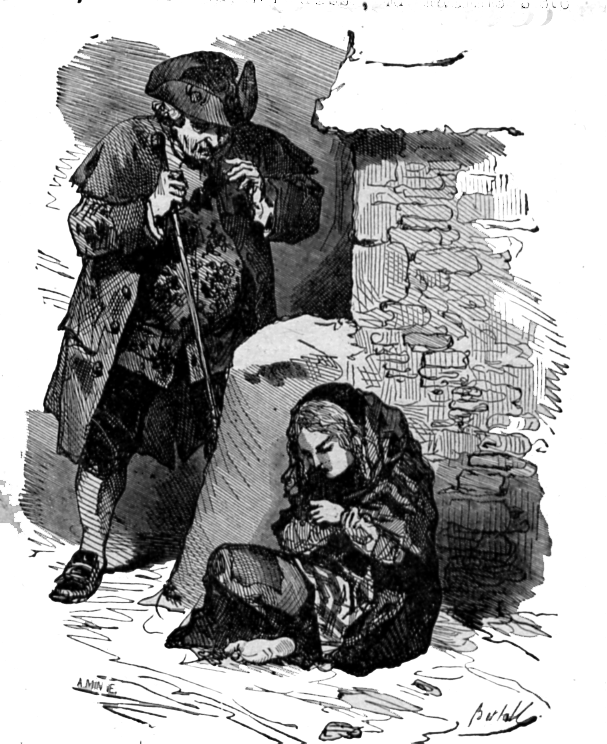
Het meisje met de zwavelstokjes (door Bertall)
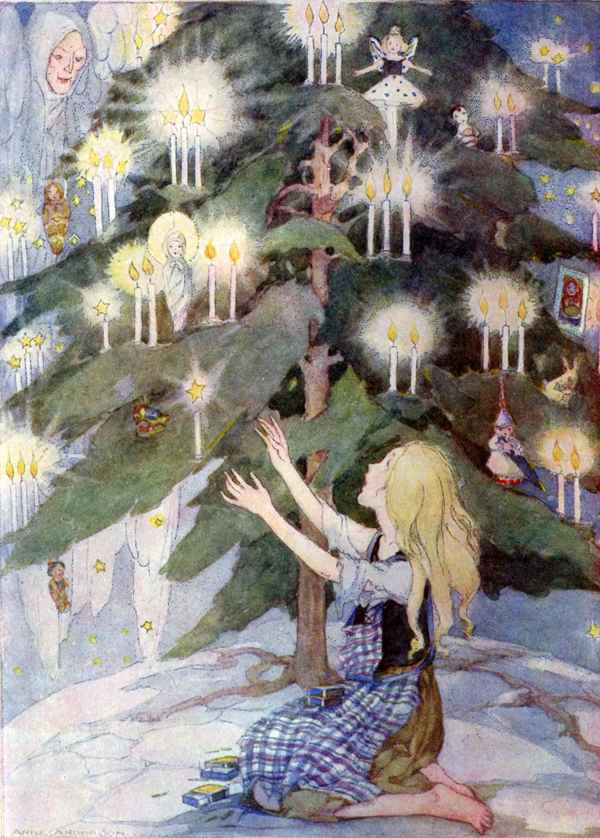
Het meisje ziet bij de kerstboom haar oma (illustratie door Anne Anderson)